# Football Club Union Nové Zámky
Il club denominato FC Union Nové Zámky è una squadra di calcio femminile slovacca di Nové Zámky.

## Storia
Il club, fondato nell'aprile del 2002, milita attualmente nella 1. liga žien, il massimo campionato di calcio femminile slovacco.
Nella stagione 2012/13 ha vinto il campionato nazionale, vincendo così il primo titolo nella storia del club. Questo risultato ha, inoltre, consentito alla squadra di debuttare in Champions League.
L'anno seguente, 2013/14, mette a segno la doppietta in campo nazionale, vincendo nuovamente il campionato e aggiudicandosi la sua prima Coppa di Slovacchia.

## Palmarès
- Campionato slovacco femminile: 3

2012-2013, 2013-2014, 2014-2015
- Coppa di Slovacchia femminile: 2

2013-2014, 2014-2015

### Risultati nelle competizioni UEFA
| Stagione | Competizione     | Fase                     | Avversario            | Risultato | Risultato | Risultato |
| Stagione | Competizione     | Fase                     | Avversario            | andata    | ritorno   | aggregato |
| -------- | ---------------- | ------------------------ | --------------------- | --------- | --------- | --------- |
| 2013-14  | Champions League | gironi di qualificazione | Apollon Limassol      | 0-2       | 0-2       | 0-2       |
| 2013-14  | Champions League | gironi di qualificazione | ASA Tel Aviv          | 0–0       | 0–0       | 0–0       |
| 2013-14  | Champions League | gironi di qualificazione | Goliador Chișinău     | 6-0       | 6-0       | 6-0       |
| 2014-15  | Champions League | gironi di qualificazione | Glasgow City          | 0-5       | 0-5       | 0-5       |
| 2014-15  | Champions League | gironi di qualificazione | Žytlobud-1 Charkiv    | 1-3       | 1-3       | 1-3       |
| 2014-15  | Champions League | gironi di qualificazione | Glentoran Belfast Utd | 2-5       | 2-5       | 2-5       |
| 2015-16  | Champions League | gironi di qualificazione | PK-35 Vantaa          | 0-9       | 0-9       | 0-9       |
| 2015-16  | Champions League | gironi di qualificazione | Žytlobud-1 Charkiv    | 0-5       | 0-5       | 0-5       |
| 2015-16  | Champions League | gironi di qualificazione | Rīgas FS              | 2-3       | 2-3       | 2-3       |

## Rosa
| N. |                                 | Ruolo | Calciatrice            |
| -- | ------------------------------- | ----- | ---------------------- |
| 1  | Camerun (bandiera)              | P     | Annette Flore Ngo Ndom |
| 2  | Rep. Ceca (bandiera)            | A     | Denisa Břenková        |
| 3  | Slovacchia (bandiera)           | D     | Stephanie Deszathová   |
| 4  | Slovacchia (bandiera)           | C     | Andrea Horváthová      |
| 5  | Sudafrica (bandiera)            | D     | Tshepiso Olga Mokabane |
| 6  | Slovacchia (bandiera)           | D     | Kristína Zachorecová   |
| 7  | Slovacchia (bandiera)           | C     | Dominika Koleničková   |
| 8  | Slovacchia (bandiera)           | D     | Nikoleta Laurincova    |
| 9  | Slovacchia (bandiera)           | A     | Barbara Szalaiová      |
| 10 | Rep. Ceca (bandiera)            | C     | Nela Šoborová          |
| 11 | Bosnia ed Erzegovina (bandiera) | A     | Amela Fetahović        |
| 12 | Slovacchia (bandiera)           | A     | Nikola Rybanská        |

| N. |                       | Ruolo | Calciatrice         |
| -- | --------------------- | ----- | ------------------- |
| 13 | Slovacchia (bandiera) | C     | Térezia Miháliková  |
| 14 | Nigeria (bandiera)    | D     | Lucy Chime Amarachi |
| 15 | Slovacchia (bandiera) | C     | Ivana Palenčíková   |
| 16 | Nigeria (bandiera)    | C     | Gold Tochi Orji     |
| 17 | Ungheria (bandiera)   | D     | Zina Fábián         |
| 18 | Slovacchia (bandiera) | P     | Eva Pósová          |
| 19 | Slovacchia (bandiera) | D     | Hana Korytárová     |
| 20 | Slovacchia (bandiera) | C     | Michaela Krkošová   |
| 21 | Sudafrica (bandiera)  | A     | Andisiwe Mgcoyi     |
| 22 | Slovacchia (bandiera) | C     | Tünde Pauerová      |
| 23 | Slovacchia (bandiera) | P     | Vivien Csintalanová |